# روبرت بول سميث
روبرت بول سميث (بالإنجليزية: Robert Paul Smith)‏ (16 أبريل 1915 - 30 يناير 1977)؛ كاتب، كاتب للأطفال وروائي أمريكي.

## روابط خارجية
- روبرت سميث على موقع قاعدة بيانات برودواي على الإنترنت (الإنجليزية)